# Prémontré
 Prémontré  es una población y comuna francesa, en la región de Picardía, departamento de Aisne, en el distrito de Laon y cantón de Anizy-le-Château.

## Demografía
| 1872 | 2024 | 2039 | 1490 | 1070 | 775 |
| Para los censos de 1962 a 1999 la población legal corresponde a la población sin duplicidades (Fuente: INSEE [Consultar]) |      |      |      |      |     |

## Lugares de interés
- Abadía de Prémontré, cuna de la orden premonstratense, edificada en el siglo XII.

## Personalidades relacionadas con la comuna
- Norberto de Xanten, fundador de la orden de los premonstratenses.
- Paul Deviolaine
- Charles Desteuque